# Ếch Pepe
Ếch Pepe (phiên âm: /ˈpɛpeɪ/) là nhân vật được cộng đồng mạng mang ra để làm meme trên Internet. Pepe là chú ếch màu xanh lá cây, cơ thể hình người, có nguồn gốc từ truyện tranh Boy's Club của tác giả Matt Furie. Chú ếch này trở thành meme rất phổ biến trên Internet: số lượng bài viết trên các trang mạng xã hội Myspace, Gaia Online và 4chan tăng nhanh chóng trong năm 2008. Năm 2015, ếch Pepe trở thành một trong những meme nổi tiếng nhất được sử dụng trên 4chan và Tumblr. Có các loại Pepe khác nhau như "Sad Frog" (Ếch buồn), "Smug Frog" (Ếch tự mãn), "Angry Pepe" (Pepe giận dữ), "Feels Frog" (Ếch cảm thông) và "You will never..." Frog. Năm 2014, "Rare Pepes" (Những chú ếch Pepe hiếm hoi) được đăng trên "chợ meme" (một cách mỉa mai) với mục đích in hình ếch lên các thẻ sưu tập.
Vào năm 2016, hình ảnh của nhân vật được phong trào Alt-right dùng làm biểu tượng. Liên đoàn chống phỉ báng (Anti-Defamation League, viết tắt: ADL) xếp Pepe vào trong cơ sở dữ liệu biểu tượng thù hận nhưng chú thích rằng hầu hết các trường hợp sử dụng Pepe không liên quan đến sự thù ghét. Tác giả ếch Pepe bày tỏ sự thất vọng của mình khi Pepe bị sử dụng như một biểu tượng thù hận và đã kiện các tổ chức sử dụng biểu tượng với mục đích đó. Năm 2019, ếch Pepe được những người biểu tình sử dụng trong các cuộc biểu tình dự luật chống dẫn độ Hồng Kông như một biểu tượng của tự do và kháng chiến.

## Lịch sử
Ếch Pepe do họa sĩ truyện tranh người Mỹ Matt Furie tạo ra vào năm 2005, trong tập truyện tranh Boy's Club #1. Bản thảo tập truyện này tên là Playtime, được in trên tạp chí tự xuất bản Furie, vẽ bằng phần mềm Microsoft Paint. Họa sĩ này đăng truyện tranh của mình trong sê-ri các bài blog trên Myspace năm 2005.
Trong truyện tranh, Pepe có thói quen đi tiểu tụt quần tận xuống mắt cá chân và hay có câu cửa miệng "feels good man". Furie đã gỡ các bài đăng về Ếch xuống khi ấn bản in được xuất bản năm 2006.
Ếch Pepe hay xuất hiên trong các bài đăng blog trên Myspace và trở thành một tài nguyên làm các trò đùa ít người biết (in-joke) trên các diễn đàn Internet. Năm 2008, ảnh Ếch Pepe được scan và tải lên phân ban /b/ trên 4chan (phân ban này vốn được mô tả là "ngôi nhà vĩnh hằng" của meme). Meme lan tỏa khắp người dùng 4chan. Họ điều chỉnh khuôn mặt và câu cửa miệng của Ếch Pepe sao cho phù hợp với kịch bản và cảm xúc khác nhau, như u sầu, giận dữ và bất ngờ. Màu sắc cũng được thêm vào; ban đầu là một bản vẽ đường kẻ đen trắng, sau đó Pepe có da màu xanh, đôi môi nâu, đôi khi mặc áo xanh. "Wojak", ban đầu là một nhân vật không liên quan thường được sử dụng để thể hiện sự u sầu, cuối cùng thường được ghép đôi với Pepe trong truyện tranh hoặc hình ảnh do người dùng diễn đàn tạo ra.
Năm 2014, hình ảnh của Pepe đã được chia sẻ trên phương tiện truyền thông xã hội nhờ những người nổi tiếng như Katy Perry và Nicki Minaj. Khi Pepe nổi tiếng, người dùng 4chan lại nghĩ ra các biểu cảm độc nhất của chú ếch, đặt tên là "Rare Pepes" (Những chú ếch Pepe hiếm hoi). Những bức tranh này được bày bán trên eBay và đăng trên Craigslist. Người dùng 4chan gọi những người dùng meme trang web khác là "normies" (hay "Normalfags", tạm dịch là "những kẻ tầm thường nhàm chán"). Trong năm 2015, báo Daily News and Analysis xếp Ếch Pepe đứng thứ 6 trong danh sách các meme quan trọng nhất và meme hay được retweet nhất trên Twitter.
Cho đến tháng 9 năm 2018, dịch vụ truyền thông xã hội Gab dùng hình minh họa na ná như Ếch Pepe (được đặt tên là "Gabby") làm biểu tượng. Trang web theo phong trào alt-right.
Vào tháng 8 năm 2019, nhiều người biểu tình ở Hồng Kông sử dụng Pepe như một "biểu tượng kháng chiến".

## Phong trào cực hữu
Trong cuộc bầu cử tổng thống Hoa Kỳ năm 2016, meme góp phần đáng kể đến chiến dịch lên chức tổng thống của Donald Trump. Tháng 10 năm 2015, Trump đã retweet hình ảnh Pepe có nội dung về mình, chứa liên kết với một video mang tên "Bà không thể đánh bại được Trump (Tập 4)". Trong cuộc bầu cử, Roger Stone và Donald Trump Jr. đăng một poster phim chế (parody) của The Expendables lên trên Twitter và Instagram mang tựa đề "The Deplorables" (Phế liệu), một vở kịch chế giễu Hillary Clinton khi bà phát ngôn với từ ngữ gây tranh cãi "basket of deplorables" (Rổ phế liệu). Trong vở kịch chứa hình ảnh mặt ếch Pepe ở giữa các thành viên gia đình Trump và những nhân vật nổi tiếng khác trong giới thượng lưu.

Trong cuộc bầu cử tổng thống Hoa Kỳ năm 2016, Kek đã gắn liền với phong trào chính trị cực hữu.
Kể từ cuối năm 2016, những người biểu tình cực hữu có trụ sở tại Hoa Kỳ đã sử dụng chủ nghĩa dân tộc trào phúng của Kekistan nhằm phản đối tính đúng đắn chính trị. Những người Kekistan này đã chê bai tính đúng đắn chính trị đã "áp bức" người dân và troll lại những người thuộc phe đối lập bằng cách vẫy "quốc kỳ của Kekistan" (được mô phỏng theo lá cờ chiến tranh của Đức Quốc xã, với màu đỏ thay thế bằng màu xanh lá cây, Chữ thập sắt được thay thế bằng logo 4chan và chữ vạn được thay thế bằng chữ cách điệu cho KEK). Lá cờ được giương cao khá nổi bật trong cuộc biểu tình tại Berkeley năm giữa tháng 4 năm 2017, và cuộc biểu tình của Unite the Right vào tháng 8 năm 2017.

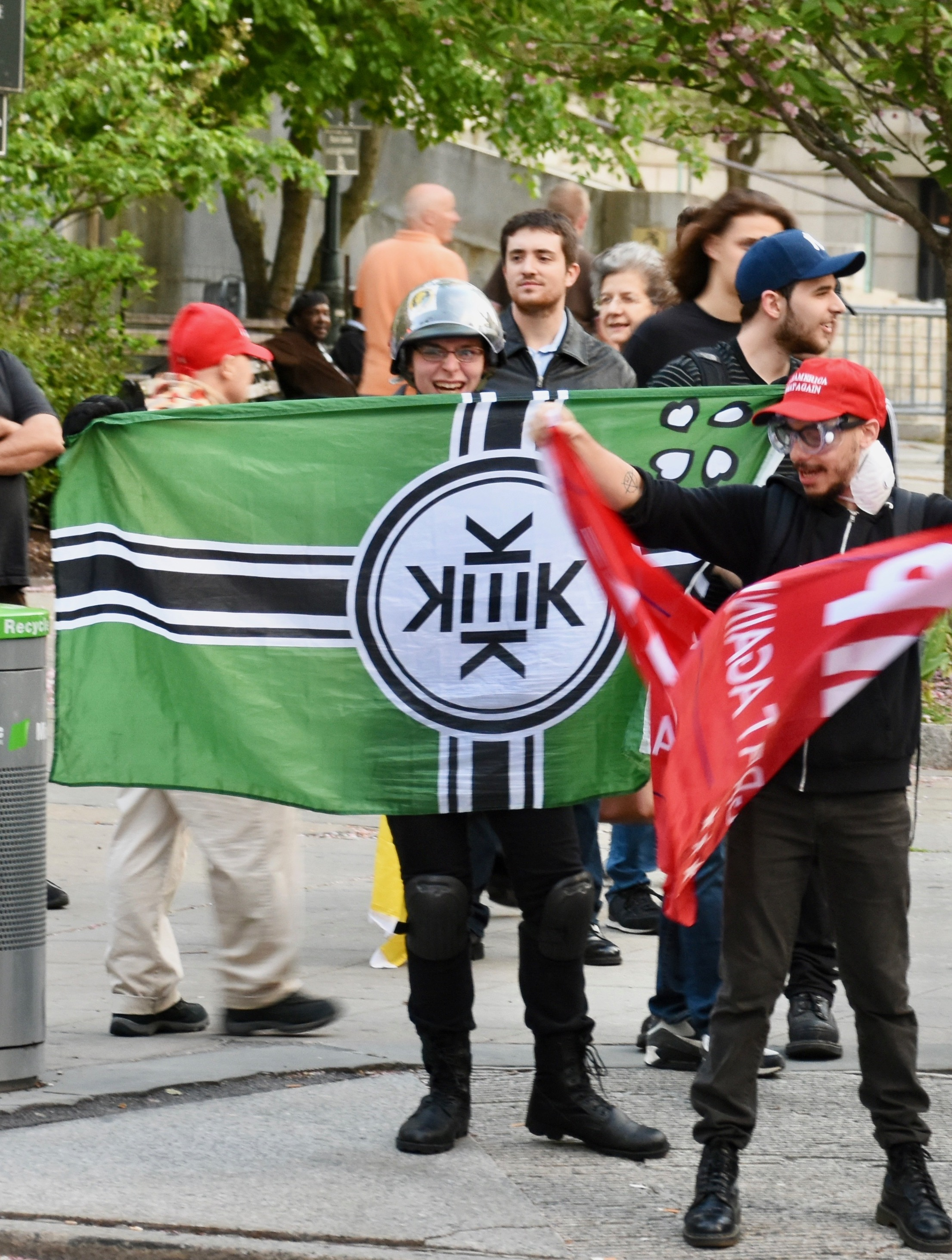
Người biểu tình giương cao "quốc kỳ" Kekistan.

Vào tháng 6 năm 2017, một ứng dụng được đề xuất và là bản sao Flappy Bird tên "Pepe Scream" đã bị Apple App Store từ chối đưa lên do có hình ảnh về Ếch Pepe. Nhà phát triển ứng dụng tên "MrSnrhms" đăng một ảnh chụp            màn hình thư từ chối lên diễn đàn /r/ The Donald trên Reddit.
Furie đã đệ trình lên liên bang, khởi kiện một cuốn sách dành cho trẻ em có sử dụng nhân vật Pepe mà không được phép của Furie mang tên Cuộc phiêu lưu của Pepe và Pede. Theo họa sĩ, quyển sách này có "chủ đề phân biệt chủng tộc, phân biệt đạo Hồi và ngôn ngữ đầy thù hận". Vụ kiện được giải quyết tại tòa vào tháng 8 năm 2017, yêu cầu không xuất bản sách và lợi nhuận thu được phải quyên góp cho Hội đồng phi lợi nhuận về Quan hệ Mỹ - Hồi giáo.Cuốn sách sau đó được xuất bản bởi Post Hill Press. Một phó hiệu trưởng của Học khu độc lập Denton đồng thời là tác giả của cuốn sách đã bị mất việc.
Năm 2018, Furie yêu cầu xóa thành công hình ảnh của Pepe khỏi trang web The Daily Stormer.

### Kekistan
Kekistan là một quốc gia ảo do thành viên 4chan tạo ra. "Quốc gia" này trở thành nơi đăng meme chính trị. Tên "quốc gia" là sự kết hợp giữ từ "kek" và hậu tố "-stan", một hậu tố có trên tên các quốc gia vùng Trung Á. "Người dân" Kekistan tự nhận mình là "shitposter", và tự coi mình là bị sự đúng đắn chính trị đàn áp quá mức.

## Biểu tượng Biểu tình ở Hồng Kông 2019

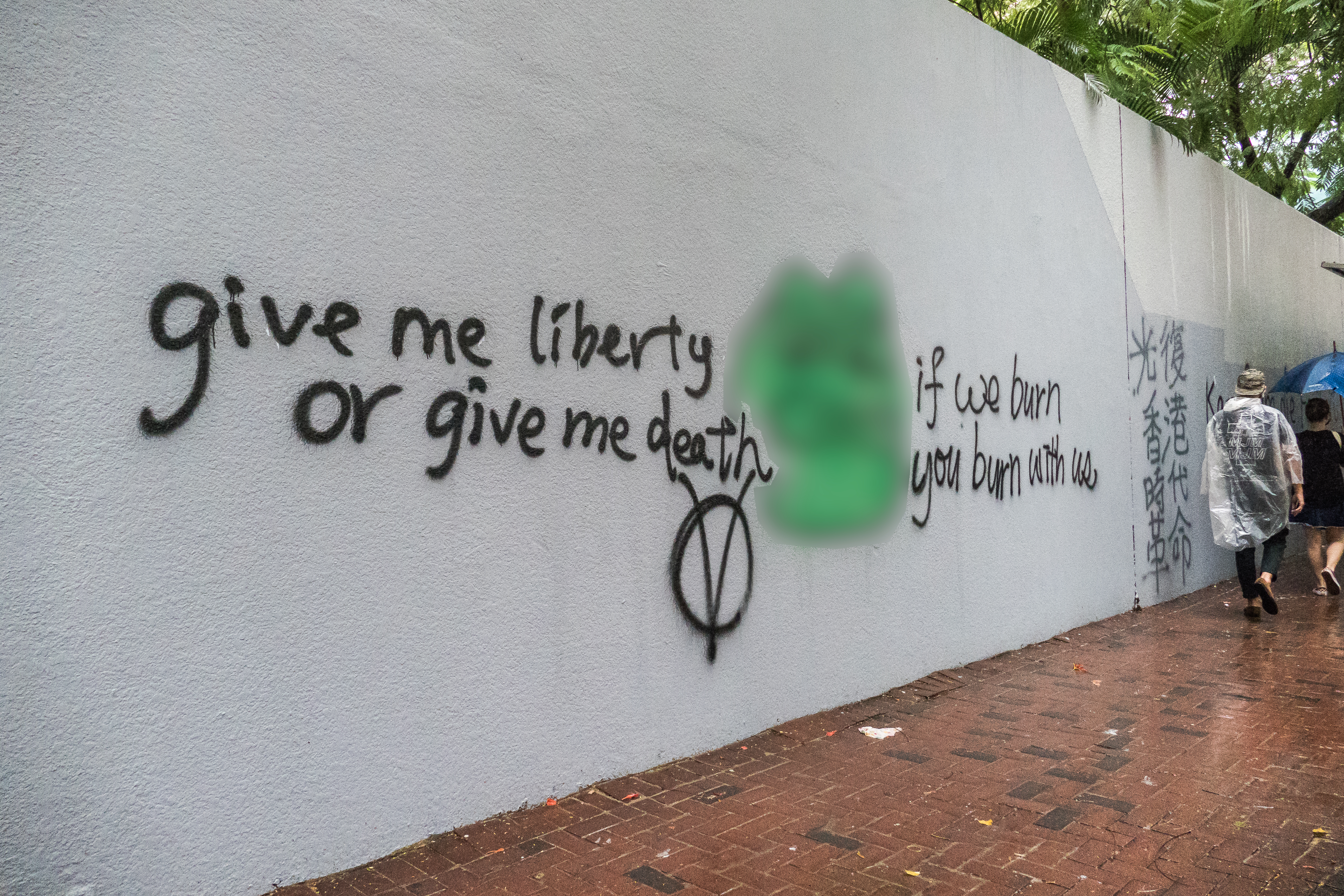
Ếch Pepe trở thành biểu tượng của sự phản kháng trong các cuộc biểu tình ở Hồng Kông năm 2019.

Người tham gia biểu tình Hồng Kông sử dụng Ếch Pepe là biểu tượng của tự do trong Cuộc biểu tình phản đối dự luật chống dẫn độ tại Hồng Kông 2019. Hình ảnh Pepe bị thương một mắt, lấy cảm hứng từ một phụ nữ trẻ tuổi bị cảnh sát bắn đạn vào mắt, đã thúc đẩy một chiến dịch phản kháng mới có tên là "Mắt đền mắt" (An eye for an eye). Hình ảnh này thu hút sự chú ý của truyền thông quốc tế. Trong một email trả lời một người biểu tình, Furie khen ngợi "Đây là một tin tức tuyệt vời! Ếch Pepe vì người dân!"